# Пазар
Вижте пояснителната страница за други значения на Пазар.
Пазар е място, реално или виртуално, където продавачи и купувачи разменят стоки, услуги или пари.
Тук под пазар се има предвид сергиен пазар, като виртуалното или метафорично значение е част от икономическата теория, вж пазар (икономика).
Сергийните пазари могат да бъдат на открито, тоест на улица или в сграда, например както е с Халите. Във втория случай, особено ако се продават предимно нехранителни стоки, сергийните пазари имат по-скоро значение на базар.